# Cynontodium
Cynontodium là một chi rêu trong họ Ditrichaceae.